# Larry Lurex

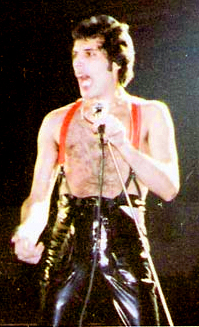
Freddie Mercury en Hannover en 1979.

Larry Lurex fue el nombre artístico usado por Freddie Mercury para un proyecto musical de los estudios Trident con su director Robin Geoffrie Cable en 1972. Mercury usó este seudónimo para prevenir confusiones, pues estaba publicando casi paralelamente su debut con Queen. El nombre es un juego de palabras entre el nombre artístico de la estrella de glam rock Gary Glitter y de la lana metálica Lurex. Cable había estado tratando de recrear la técnica «Wall of Sound» (muro de sonido) de Phil Spector.
Con este seudónimo el cantante grabó dos canciones que fueron publicadas como un sencillo en 1973:
- «I Can Hear Music» (escrita por Jeff Barry, Ellie Greenwich y Phil Spector, éxito de The Ronettes y The Beach Boys).
- «Goin' Back» (escrita por Carole King y Gerry Goffin, éxito de Dusty Springfield y The Byrds).

Robin Geoffrie Cable eligió a Freddie Mercury para ser el vocalista en esas pistas porque Queen se encontraba trabajando en su primer disco en los estudios Trident. Mercury sugirió que sus compañeros de banda Brian May y Roger Taylor grabaran la guitarra y percusión respectivamente así como voces de apoyo en las canciones. También participó John Deacon en Goin' Back.
Las pistas fueron grabadas en discos de vinilo de 7" para el single en EMI en 1973 (catalogado en EMI 2030), pero no entraron en las listas británicas. Esto ocurrió antes de que Queen grabara su primer álbum. Ambas canciones fueron incluidas en los álbumes recopilatorios de Freddie Lover of Life, Singer of Songs — The Very Best of Freddie Mercury Solo, Freddie Mercury: The Solo Collection y Messenger of the Gods: The Singles, editado este último en septiembre de 2016, cuando el artista hubiera cumplido 70 años.